# 狹山市站
狹山市站（日语：／ Sayamashi eki */?）是位於日本埼玉縣狹山市入間川，屬於西武鐵道新宿線的鐵路車站。車站編號是SS26。

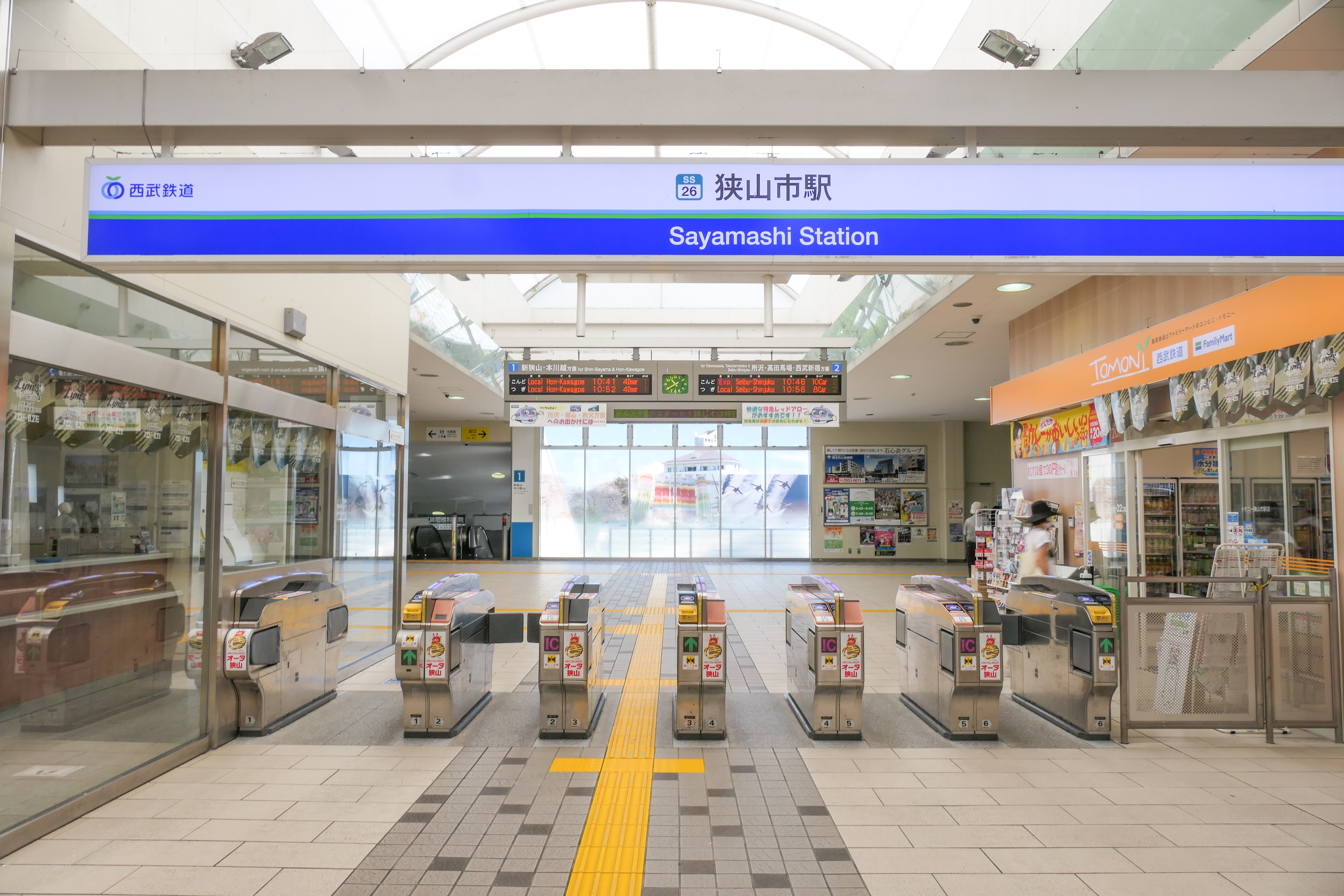
驗票閘口（2022年7月）

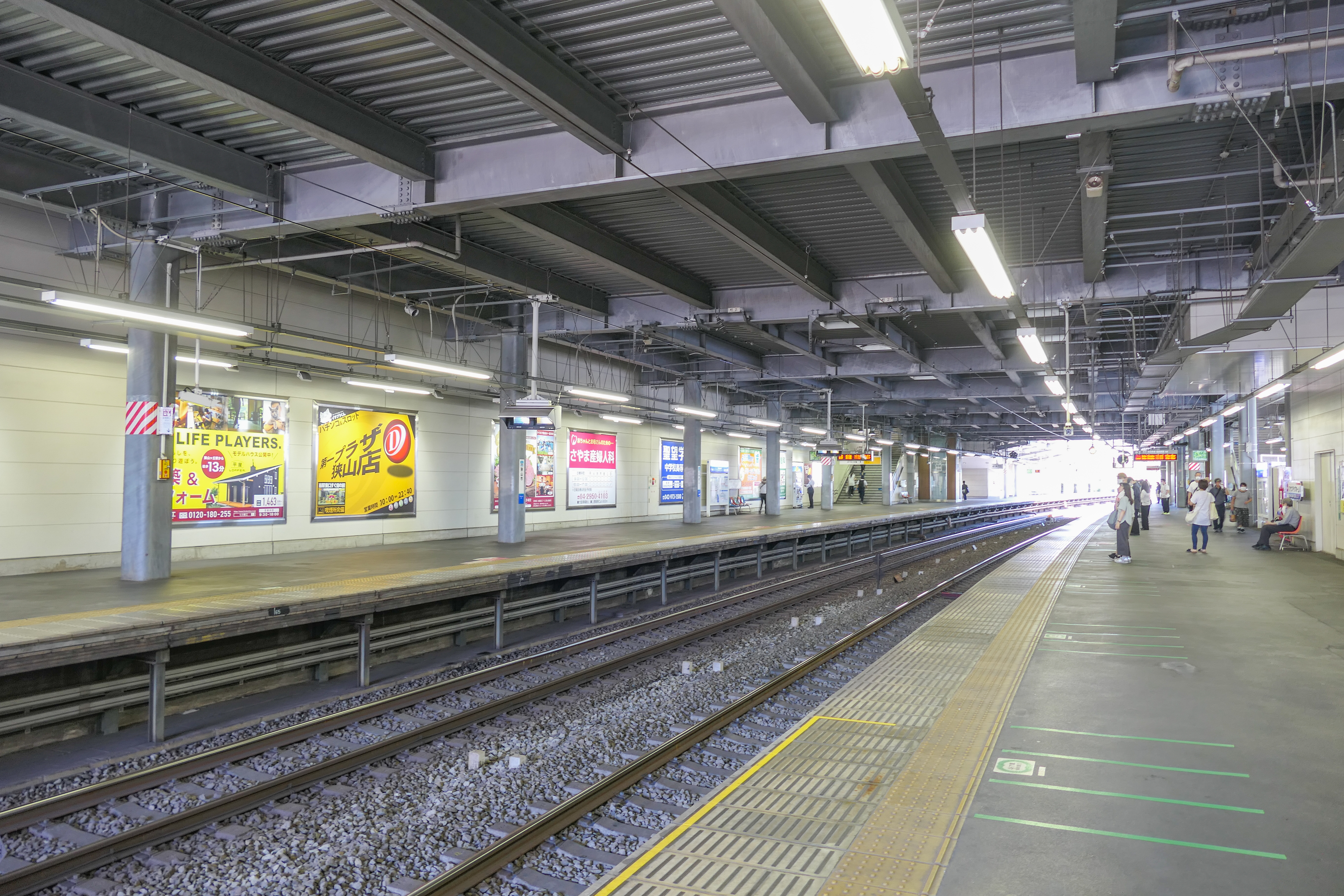
月台（2022年7月）

## 車站結構
此站為對向式月台2面2線的地面車站，並設有跨站式站房。各月台與閘內大廳之間設置2部扶手電梯，東口地面部與閘外大廳設置2部。此外各月台與閘內大廳之間設置1部升降機，東口、西口地面部與閘外大廳之間則設置1部升降機。廁所位於2樓的閘內大廳，且併設多機能廁所。

### 月台配置
| 月台 | 路線   | 方向 | 目的地                       |
| ---- | ------ | ---- | ---------------------------- |
| 1    | 新宿線 | 下行 | 新狹山、本川越方向           |
| 2    | 新宿線 | 上行 | 所澤、高田馬場、西武新宿方向 |

## 使用情況
- 西武鐵道 - 2016年度1日平均上下車人次為41,001人[4]。
西武鐵道全部92個車站當中排行第17位。

近年1日平均上下、上車人次的推移如下表。
| 年度               | 1日平均 上下車人次 | 1日平均 上車人次 |
| ------------------ | ------------------ | ---------------- |
| 2003年（平成15年） | 48,992             |                  |
| 2004年（平成16年） | 47,648             |                  |
| 2005年（平成17年） | 46,263             |                  |
| 2006年（平成18年） | 45,535             |                  |
| 2007年（平成19年） | 45,021             |                  |
| 2008年（平成20年） | 44,618             |                  |
| 2009年（平成21年） | 43,516             |                  |
| 2010年（平成22年） | 41,717             |                  |
| 2011年（平成23年） | 40,847             |                  |
| 2012年（平成24年） | 41,281             |                  |
| 2013年（平成25年） | 41,463             |                  |
| 2014年（平成26年） | 40,480             |                  |
| 2015年（平成27年） | 40,592             |                  |
| 2016年（平成28年） | 41,001             |                  |

人口巔峰時1日有5萬人以上，受少子高齢化影響而減少。

## 相鄰車站
西武鐵道
 新宿線
- ■特急「小江戶」停靠站

■通勤急行（只限上行運行）
新所澤（SS24） ← 狹山市（SS26） ← 本川越（SS29）
■急行、■準急、■各站停車
入曾（SS25）－狹山市（SS26）－新狹山（SS27）

## 外部連結
- 狹山市 - 西武鐵道